# Phyllomys mantiqueirensis
Phyllomys mantiqueirensis là một loài động vật có vú trong họ Echimyidae, bộ Gặm nhấm. Loài này được Leite mô tả năm 2003.